# Buza Ferraz
Alberto Paulo "Buza" Ferraz (Rio de Janeiro, 3 de maio de 1950 – Rio de Janeiro, 3 de abril de 2010) foi um ator e diretor brasileiro.

## Biografia
Em 1974, participou da novela O Rebu, da Rede Globo, cujo personagem Cauê, por quem o milionário Conrad Mahler, interpretado por Ziembinski, era apaixonado platonicamente. No texto, escrito por Bráulio Pedroso, o milionário assassina a namorada de Cauê, por ciúmes, o que se torna o grande mistério da trama. Mas a história foi censurada. Era a primeira vez em que o personagem principal de uma novela brasileira era homossexual - a primeira narrativa a abordar o tema havia sido Assim na Terra Como no Céu (1970-1971), com o personagem Rodolfo Augusto, interpretado por Ary Fontoura.
Dirigiu o filme For All - O Trampolim da Vitória, em 1997, junto com Luiz Carlos Lacerda.
Foi sócio-fundador e diretor do centro cultural Espaço Telezoom (criado em 2008), cuja proposta é oferecer, ao público, uma programação diversificada e de qualidade.
Morreu no dia 3 de abril de 2010, após três paradas respiratórias no Hospital Samaritano, no Rio de Janeiro. Foi enterrado na tarde do mesmo dia no cemitério São João Batista, em Botafogo.[carece de fontes?]

## Carreira

### Televisão
| Ano  | Título                  | Personagem           | Notas                        | Emissora      |
| ---- | ----------------------- | -------------------- | ---------------------------- | ------------- |
| 1972 | Selva de Pedra          | Júnior               |                              | Rede Globo    |
| 1972 | Caso Especial           | Noivo Judeu          | Episódio: "Dibuk, o demônio" | Rede Globo    |
| 1974 | O Rebu                  | Cauê                 |                              | Rede Globo    |
| 1980 | Caso Especial           | Tide                 | Episódio: "Romeu e Julieta"  | Rede Globo    |
| 1980 | Carga Pesada            | —                    | Episódio: "Bode Expiatório"  | Rede Globo    |
| 1981 | O Amor É Nosso          | Bruno                |                              | Rede Globo    |
| 1981 | Brilhante               | Cláudio              |                              | Rede Globo    |
| 1982 | Quem Ama Não Mata       | Lucas                |                              | Rede Globo    |
| 1982 | Final Feliz             | Paulo                |                              | Rede Globo    |
| 1984 | Santa Marta Fabril S.A. | —                    |                              | Rede Manchete |
| 1984 | Marquesa de Santos      | Terêncio             |                              | Rede Manchete |
| 1985 | De Quina pra Lua        | Pedro                |                              | Rede Globo    |
| 1987 | Helena                  | Tertuliano           |                              | Rede Manchete |
| 1988 | Abolição                | Silva Jardim         |                              | Rede Globo    |
| 1989 | República               | Silva Jardim         |                              | Rede Globo    |
| 1989 | Kananga do Japão        | Dudu                 |                              | Rede Manchete |
| 1990 | Pantanal                | Grego                | Participação especial        | Rede Manchete |
| 1991 | Meu Marido              | Garcia               |                              | Rede Globo    |
| 1992 | Pedra Sobre Pedra       | Benvindo Soares      | 1ª fase                      | Rede Globo    |
| 1992 | Despedida de Solteiro   | Yan                  |                              | Rede Globo    |
| 1995 | Você Decide             | —                    | Episódio: "Agora ou Nunca"   | Rede Globo    |
| 1995 | Você Decide             | Luís Afonso          | Episódio: "O Grande Homem"   | Rede Globo    |
| 1995 | História de Amor        | Marcos               |                              | Rede Globo    |
| 1998 | Labirinto               | Sílvio Fontes Mello  |                              | Rede Globo    |
| 2006 | Páginas da Vida         | Ivan Monteiro Telles |                              | Rede Globo    |
| 2008 | Malhação                | Marcos               |                              | Rede Globo    |

### Cinema
| Ano  | Título                                        | Personagem   | Notas                       |
| ---- | --------------------------------------------- | ------------ | --------------------------- |
| 1984 | Patriamada                                    | Goiás        |                             |
| 1987 | O País dos Tenentes                           | Tenente Pena |                             |
| 1996 | Seu Garçon Faça o Favor de Me Trazer Depressa | Homem no bar | Curta-metragem              |
| 1997 | For All - O Trampolim da Vitória              | —            | Também diretor e roteirista |
| 1998 | Vox Populi                                    | Dr. Heitor   |                             |
| 2000 | Brava Gente Brasileira                        | Antônio      |                             |
| 2004 | Viva Sapato!                                  | Agente 1     |                             |
| 2006 | Vestido de Noiva                              | Jornalista   |                             |
| 2010 | Elvis & Madona                                | Heitor       |                             |

### Teatro[5]
- 1969/1970 - Hair
- 1972 - Missa Leiga
- 1972 - Bordel da Salvação
- 1972 - O refém
- 1973 - Falemos sem Calças
- 1975 - Pano de Boca
- 1975 - Simbad, o Marujo
- 1976 - Síndica, Qual é a Tua?
- 1978 - Triste Fim de Policarpo Quaresma
- 1979 - Mistério Bufo
- 1980 - Cabaré Valentin
- 1980 - A Loja das Maravilhas Naturais
- 1981 - Poleiro dos Anjos
- 1982 - Serafim Ponte Grande
- 1982 - Musical dos Musicais
- 1982 - Cabaré Valentin
- 1983 - Sai da Lama Jacaré
- 1984 - Céu Azul
- 1984 - O Beijo no Asfalto